# Sokoł (kombinezon)

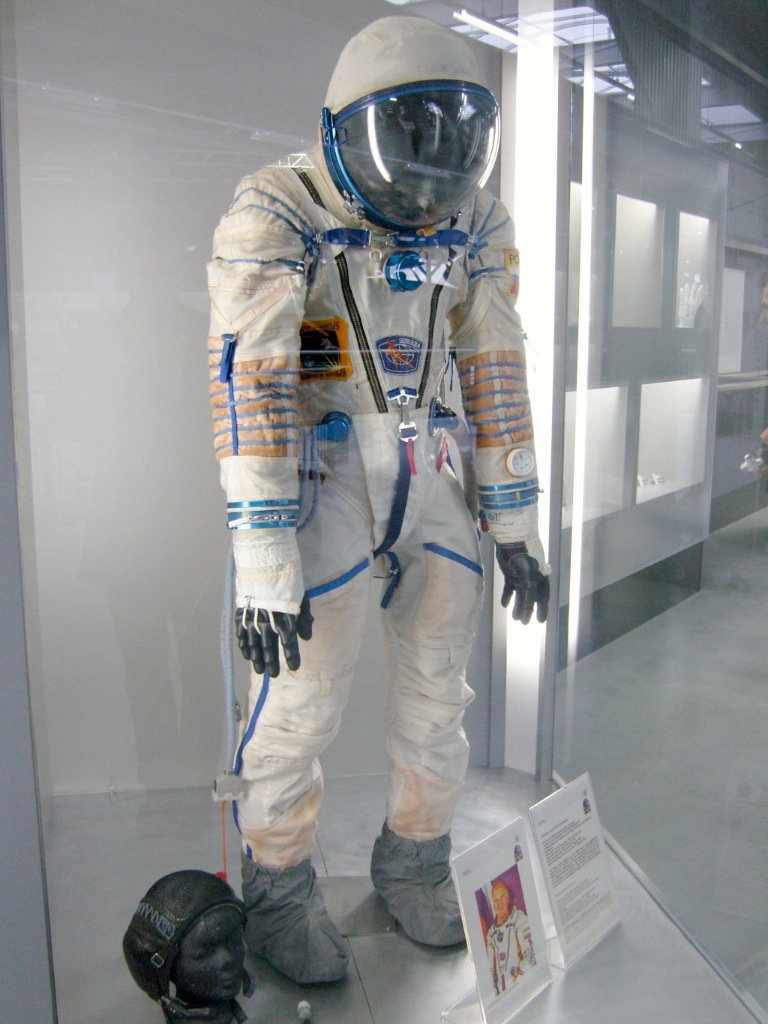
Sokoł KW2

Sokoł (ros. Cокол) – generacja rosyjskich (dawniej radzieckich) kombinezonów do aktywności wewnątrzpojazdowej, produkowanych przez NPP Zwiezda, używanych w pojazdach Sojuz 7K-T, Sojuz 7K-TM, Sojuz-T, Sojuz-TM i Sojuz-TMA od 1973 do dziś.
Sokoł został wprowadzony w celu uniknięcia strat w ludziach podczas powrotu lądowników Sojuz z przestrzeni kosmicznej. Konieczność ta zaistniała po katastrofie lotu Sojuz 11 29 czerwca 1971. Sokoł był zakładany przed startem i lądowaniem pojazdu Sojuz wraz z załogą.

## Warianty

### Sokoł-K
Podstawowa wersja kombinezonu, wprowadzona w 1973 podczas lotu Sojuz 12.
Nazwa: Sokoł-K
Producent: NPP Zwiezda
Misje: Od lotu Sojuz 12 (1973) do lotu Sojuz 40 (1981)
Funkcja: Aktywność wewnątrzpojazdowa (IVA)
Ciśnienie operacyjne: 400 hPa
Masa: 10 kg

### Sokoł-KR
Specjalna wersja kombinezonu Sokoł przystosowana do pojazdów kosmicznych typu TKS. Kombinezon nie był użyty, gdyż wszystkie loty pojazdu TKS były bezzałogowe.

### Sokoł-KW
Opracowana w latach 70. ulepszona odmiana kombinezonu Sokoł-K, jednak nigdy nie użyta. Niektóre z opcji z kombinezonu Sokoł-KW zostały dołączone do Sokoła-KW2 używanego obecnie.
Nazwa: Sokoł-KW
Producent: NPP Zwiezda
Misje: nieużyty
Funkcja: Aktywność wewnątrzpojazdowa (IVA)
Ciśnienie operacyjne: 400 hPa
Masa: 12 kg

### Sokoł-KW2
Obecnie używany Sokoł-KW2 został wprowadzony w 1980 podczas lotu Sojuz T-2. Jest to najnowocześniejszy model kombinezonu Sokoł i obecnie jedyny wykorzystywany nie tylko przez Rosjan (Chińska Narodowa Agencja Kosmiczna wykupiła od Roskosmosu wiele kombinezonów tego typu na potrzeby programu Shenzhou. Jedną z chińskich misji załogowych z użyciem Sokoła był lot Shenzhou 5).
Nazwa: Sokol-KW2
Producent: NPP Zwiezda
Misje: Od 1980 do dziś
Funkcja: Aktywność wewnątrzpojazdowa (IVA)
Ciśnienie operacyjne: 400 hPa
Masa: 10 kg